# Hubert Aquin
Hubert Aquin (ur. 24 października 1929 w Montrealu, zm. 15 marca 1977 tamże) – kanadyjski pisarz, dramaturg i eseista francuskojęzyczny.

## Życiorys
W 1951 uzyskał licencjat z filozofii na Uniwersytecie Montrealskim, 1951-1954 studiował w Institut d'études politiques w Paryżu, a po powrocie do Kanady 1955-1959 pracował w Radio-Canada. W latach 1960–1968 był zaangażowany w działalność ruchu na rzecz niepodległość Quebecu, w którym był barwną i wpływową postacią, poza tym wydawał pismo "Liberté", był też zaangażowany w debatę z premierem Pierre'em Trudeau w kwestii niepodległości Quebecu. W komunikacie prasowym z 1964 oświadczył, że zamierza zejść "do podziemia" i działać na rzecz niepodległości Quebecu poprzez terroryzm, w związku z czym został aresztowany i na cztery miesiące zamknięty w zakładzie psychiatrycznym, gdzie rozpoczął działalność powieściopisarską. W grudniu 1964 został uniewinniony z zarzutu nielegalnego posiadania broni palnej. W 1965 opublikował powieść Prochain épisode, w której wyrażał poczucie alienacji francuskiej ludności Quebecu. Udał się do Szwajcarii, skąd w 1966 został wydalony. W 1974 wydał Neige noire, w której zawarł dylematy kreacji twórczej. Tworzył też szkice autobiograficzne – Point de fuite (1971) i polemiczne – Blocs erratiques (1977). Zmarł śmiercią samobójczą.